# Cape Blomidon
Cape Blomidon är en udde i Kanada.   Den ligger i provinsen Nova Scotia, i den östra delen av landet, 900 km öster om huvudstaden Ottawa.
Terrängen inåt land är huvudsakligen platt, men söderut är den kuperad. Havet är nära Cape Blomidon åt nordost. Trakten är glest befolkad. Närmaste större samhälle är Canning, 17,1 km söder om Cape Blomidon. 